# Hemiphaisura fortunata
Hemiphaisura fortunata là một loài tò vò trong họ Ichneumonidae.